# 2'-O-ميثيل أدينوسين
الـ2'-O-ميثيل أدينوسين (بالإنجليزية: 2'-O-Methyladenosine)‏ واختصارا (أم) صيغته الجزيئية C11-H15-N5-O4، هو نوكليوسيد قاعدته هي الأدينين، وسكره عبارة من مشتق ممثيل للريبوز في الذرة 2'. يتواجد طبيعيا لدى بعض جزيئات الرنا الناقل والريبوسومي.

## وصلات خارجية
- 2'-O-ميثيل أدينوسين فـي قاعدة بيانات ميتابولوم البشرية.